# Kirche Laggarben
Die Kirche Laggarben (heute polnisch Ruiny kościoła w Garbnie) in Garbno war zu Beginn des 15. Jahrhunderts errichtet worden. Von 1525 bis 1945 war sie Pfarrkirche für das evangelische Kirchspiel Laggarben-Dietrichsdorf in Ostpreußen. Heute sind an ihrer Stelle in der polnischen Woiwodschaft Ermland-Masuren nur noch Ruinenreste vorhanden.

## Geographische Lage
Garbno liegt in der nördlichen Mitte der Woiwodschaft Ermland-Masuren, 26 Kilometer nordwestlich der Kreisstadt Kętrzyn (deutsch Rastenburg). Das Dorf gehört zur Landgemeinde Barciany (deutsch Barten).
Die Ruinenreste der Kirche befinden sich im Westen des Dorfes an einer Ortsnebenstraße. Gegenüber lag dereinst das Pfarrhaus. Noch heute sind Reste des einstigen Friedhofs 500 Meter entfernt im Wald zu finden.

## Kirchengebäude

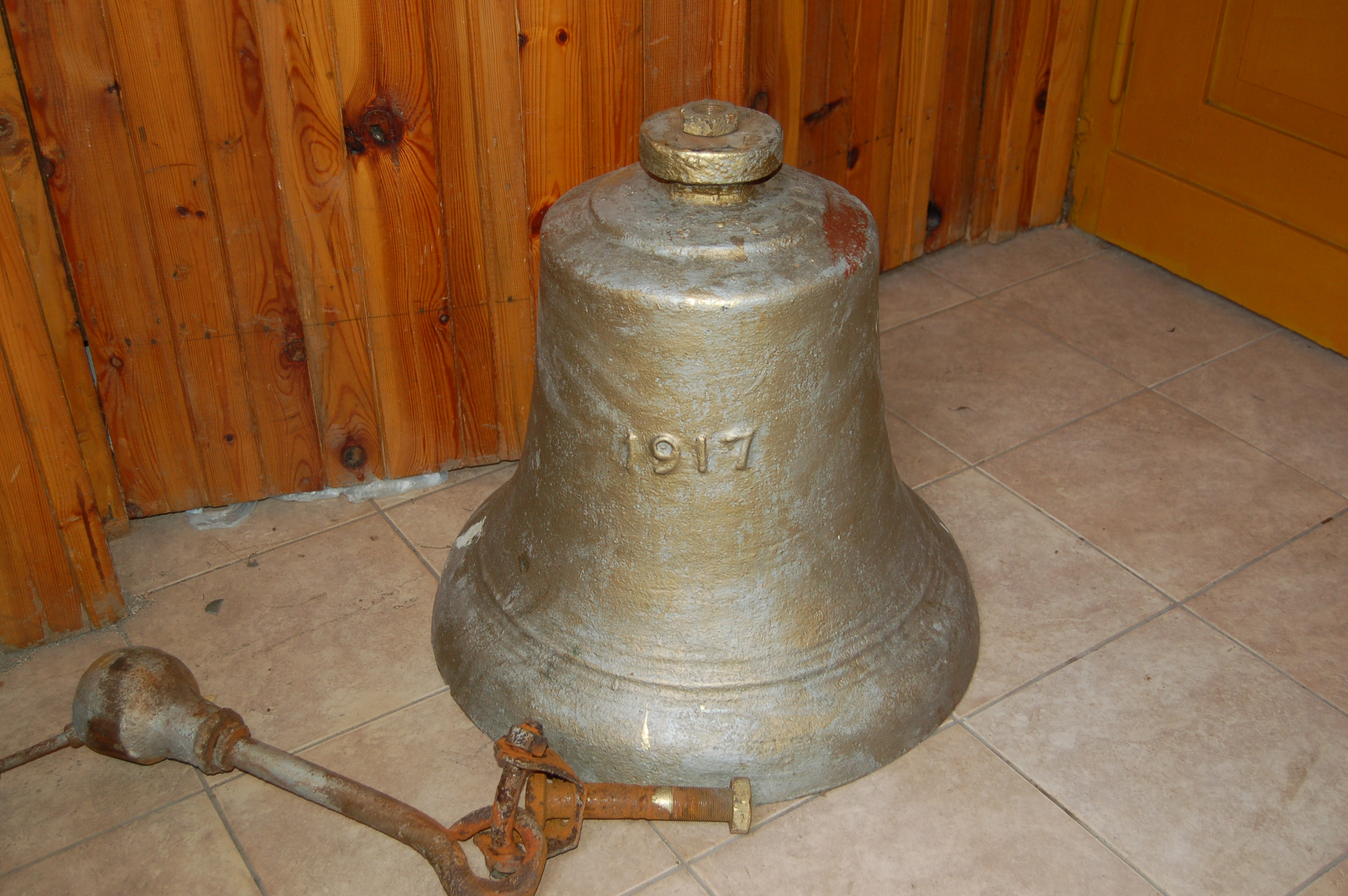
Kirchenglocke von 1917

Die Kirche in Laggarben wurde um die Wende 14./15. Jahrhundert errichtet und soll der Hl. Anna gewidmet gewesen sein. Auch könnte sie eine viel besuchte Wallfahrtsstätte gewesen sein, die ihren Ursprung allerdings bereits in heidnischer Zeit hatte.
Bei der Kirche handelte es sich um einen verputzten rechteckigen Bau aus Feldsteinen und Ziegeln. Der Turm aus Fachwerk war dem Mauerwerk der Kirche aufgesetzt.
Im Jahre 1710 war der Kirchenbau so baufällig, dass erhebliche Reparaturen vorgenommen werden mussten. Um 1800 wurde das Gebäude gründlich umgestaltet.
Der Innenraum der Kirche war schlicht gehalten. Ein Holzgewölbe überdeckte ihn. Altar, Kanzel und Taufstein waren Zeugnisse heimischer handwerklicher Schnitzkunst. Im Jahre 1853 erhielt die Kirche eine Orgel. Das Geläut umfasste drei Glocken, von denen eine die noch vorhandene und im Jahr 1917 gegossene Glocke gewesen sein kann.
Im Zweiten Weltkrieg wurde das Dorf Laggarben stark zerstört. Auch das Gotteshaus blieb nicht verschont. Von dem einstigen Gebäude zeugen heute nur noch die Grundmauern, ein Teil der Ostwand und das Erdgeschoss des Turms. Von der Ausstattung soll eine Pietà aus der Mitte des 15. Jahrhunderts im Museum zu Heilsberg (polnisch Lidzbark Warmiński) überlebt haben, alles andere wurde vernichtet.
In den 1980er Jahren war ein Wiederaufbau der Kirche angedacht worden. Die Verwirklichung lässt allerdings auf sich warten.

## Kirchengemeinde

### Kirchengeschichte
Die Gründung der Kirche in Laggarben erfolgte bereits vor 1506 also in vorreformatorischer Zeit. Laggarben gehörte seinerzeit zum Sprengel Schippenbeil (polnisch Sępopol) unter ermländischer Aufsicht. Mit der Einführung der Reformation in Ostpreußen wurde die Kirche evangelisch.
Wann genau die ersten lutherischen Geistliche in der Kirche Laggarben ihren Dienst aufnahmen, ist nicht sicher. 1554 wurde die Kirchengemeinde Laggarben mit der Kirchengemeinde Löwenstein (polnisch Lwowiec) verbunden und gehörte mehrere hundert Jahre zur Inspektion Gerdauen (heute russisch Schelesnodoroschny). 1773 wurde die Kirche Dietrichsdorf eine Filialkirche zu Laggarben, wobei der Pfarrsitz – auch bei der späteren Schaffung der beiden „vereinten Kirchengemeinden“ bis 1945 – in Laggarben blieb.
Im Jahre 1925 gehörten insgesamt 1711 Gemeindeglieder zum Kirchspiel Laggarben-Dietrichsdorf, von denen 1384 dem Sprengel der Kirche Laggarben zugeordnet waren. Laggarben war eine Patronatsgemeinde. Das Kirchenpatronat oblag dem lokalen Rittergutsbesitzer. Bis 1945 war die Gemeinde in den Kirchenkreis Gerdauen in der Kirchenprovinz Ostpreußen der Kirche der Altpreußischen Union zugehörig.
Heute in Garbno lebende evangelische Kirchenglieder gehören zur Kirchengemeinde in Barciany (Barten), einer Filialgemeinde der Pfarrkirche in Kętrzyn (Rastenburg) in der Diözese Masuren der Evangelisch-Augsburgischen Kirche in Polen.

### Kirchspielorte
Zum Kirchspiel Laggarben-Dietrichsdorf gehörten bis 1945:
| Deutscher Name               | Polnischer Name |
| ---------------------------- | --------------- |
| Pfarrsprengel Laggarben:     |                 |
| Dawerwalde                   | Dobrzykowo      |
| Friedrichshof                | Oleszka         |
| Grünhof                      | Gaj             |
| Laggarben                    | Garbno          |
| Looskeim (zum Teil)          | Łoskajmy        |
| Romahnshof                   | Romaliny        |
| Schmodehnen                  | Smodajny        |
| Sillginnen                   | Silginy         |
| Skandau                      | Skandawa        |
| Solknick                     | Solkieniki      |
| Sonnenburg                   | Krzeczewo       |
| Woninkeim                    | Wanikajmy       |
| Pfarrsprengel Dietrichsdorf: |                 |
| Dietrichsdorf                | Dzietrzychowo   |
| Mamlack                      | Majmławki       |
| Theresenthal                 | Dobroty         |

### Pfarrer
An der Pfarrkirche Laggarben amtierten als evangelische Geistliche.
- N. Holst, 1573
- Caspar Artopejus, bis 1583
- Georg Schönwald, 1584–1589
- Abraham Paulitius, ab 1617
- David Heilmeyer d. Ä., 1633–1672
- David Heilmeyer d. J., 1672–1726
- Daniel Christoph Weber. 1726–1744
- Christ. Friedrich Störmer, 1744–1764
- Johann Jacob Mey, 1764–1803
- August Mey, 1802–1820
- Johann Wilhelm Krah, 1821–1880
- Ernst Gottfried Otto Blech, 1880–1885
- Otto Heinrich Konrad Borowski, 1886–1893
- Paul Hermann Adolf Ruppel, 1893–1927
- Arthur Heinrich, 1928–1934
- Werner Karnath, 1939–1945

### Kirchenbücher
Von den Kirchenbuchunterlagen der Pfarrei Laggarben-Dietrichsdorf haben sich erhalten und werden bei der Deutschen Zentralstelle für Genealogie in Leipzig aufbewahrt:
- Taufen: 1636 bis 1784
- Trauungen: 1636 bis 1784
- Begräbnisse: 1636 bis 1784.

## Verweise